# Nissan Pathfinder
Der Nissan Pathfinder ist ein Geländewagen des Automobilherstellers Nissan, dessen erste beiden Generationen außerhalb Nordamerika als Nissan Terrano vermarktet wurden. Bis 2014 wurde der Pathfinder auch in Europa angeboten. Der 2013 eingeführte Pathfinder ist wie der 2021 eingeführte Pathfinder nicht mehr in Europa verfügbar.

## Pathfinder I (WD21, 1986–1995)
Angestachelt vom Erfolg des Toyota 4Runner in den USA präsentierte Nissan zu Jahresbeginn 1987 auf der Detroit Motor Show den Pathfinder als Ableger des erst im Vorjahr erfolgreich gestarteten Nissan Pick-up. Im Heimatmarkt wurde der Pathfinder als Nissan Terrano und ab 1988 unter diesem Namen auch in Europa und anderen weltweiten Märkten eingeführt.
Während in den USA zuerst nur Ottomotoren erhältlich waren, 2,4-Liter-Vierzylinder und 3,0-Liter-V6, wurde mit Einführung des 2,7 TD für Europa, dieser auch in Nordamerika wahlweise angeboten.
1990 gab es ein Facelift, wobei in den USA die 4-Zylinder-Motoren nicht mehr angeboten wurden und der 3,0-Liter-V6 nun 109 kW hatte. Gleichzeitig kam auch eine fünftürige Version auf den Markt.
1993 folgte ein weiteres kleines Facelift.

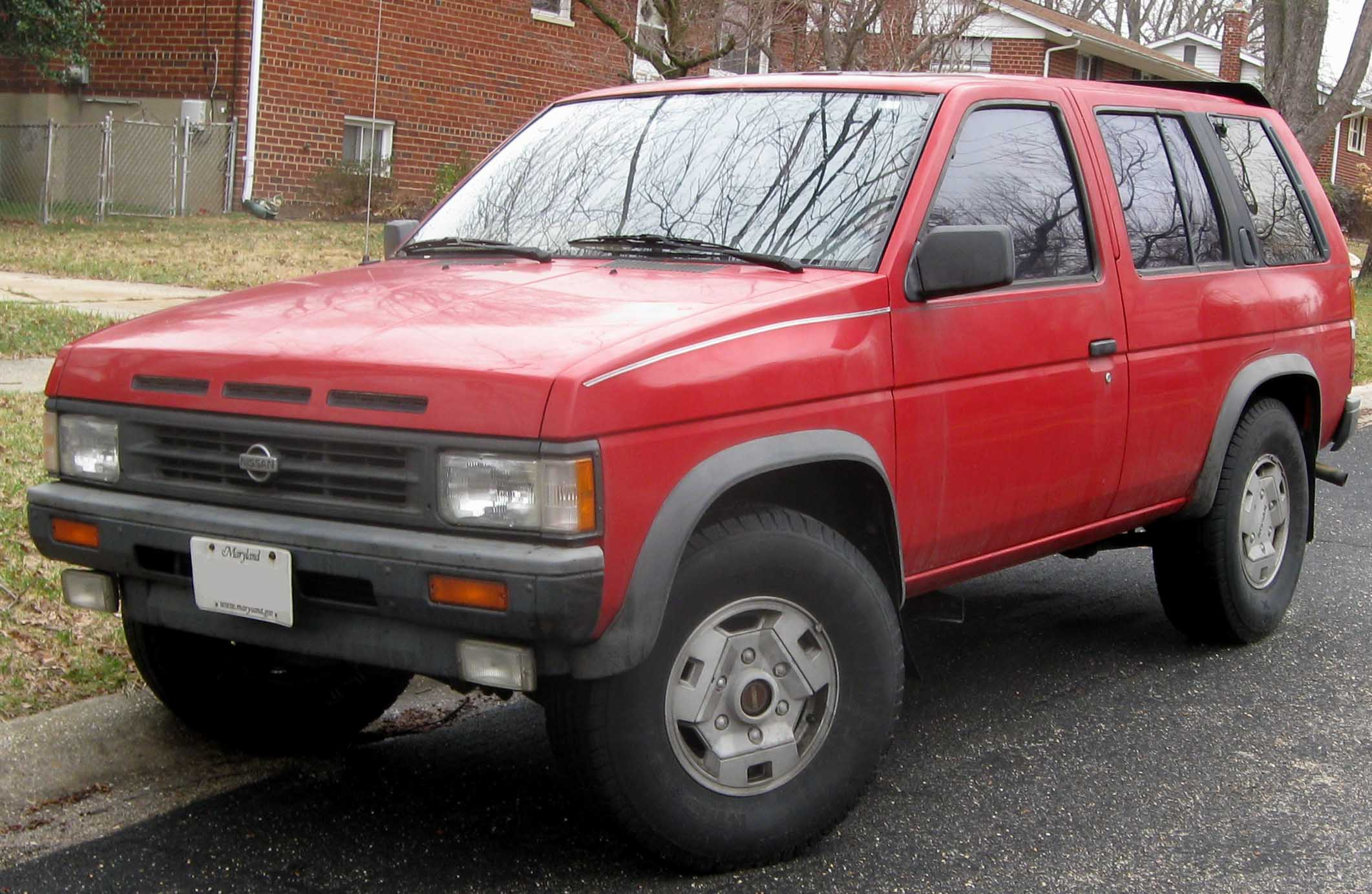
Nissan Pathfinder (1990–1993)
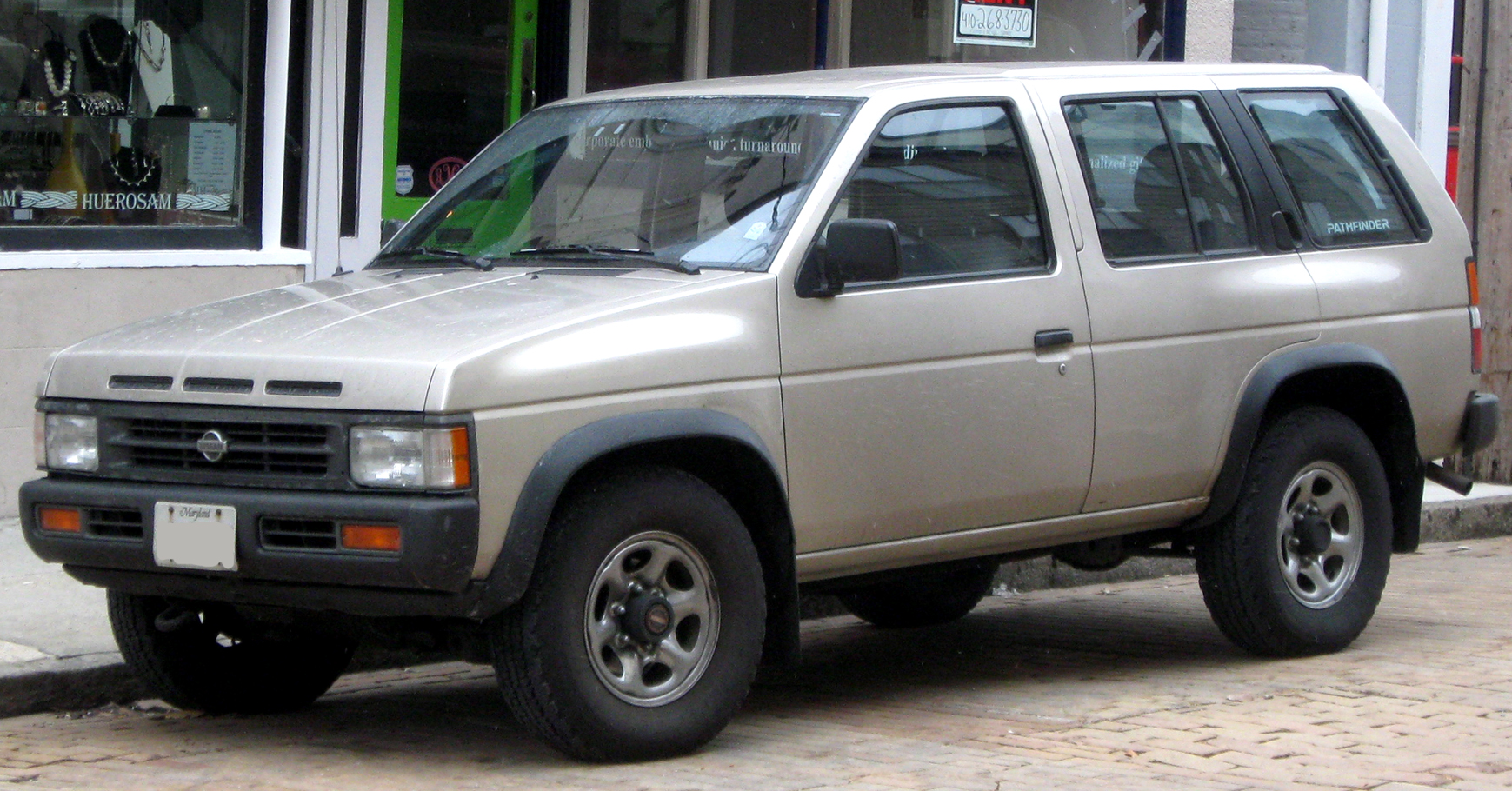
Nissan Pathfinder (1993–1995)

## Pathfinder II (R50, 1995–2004)

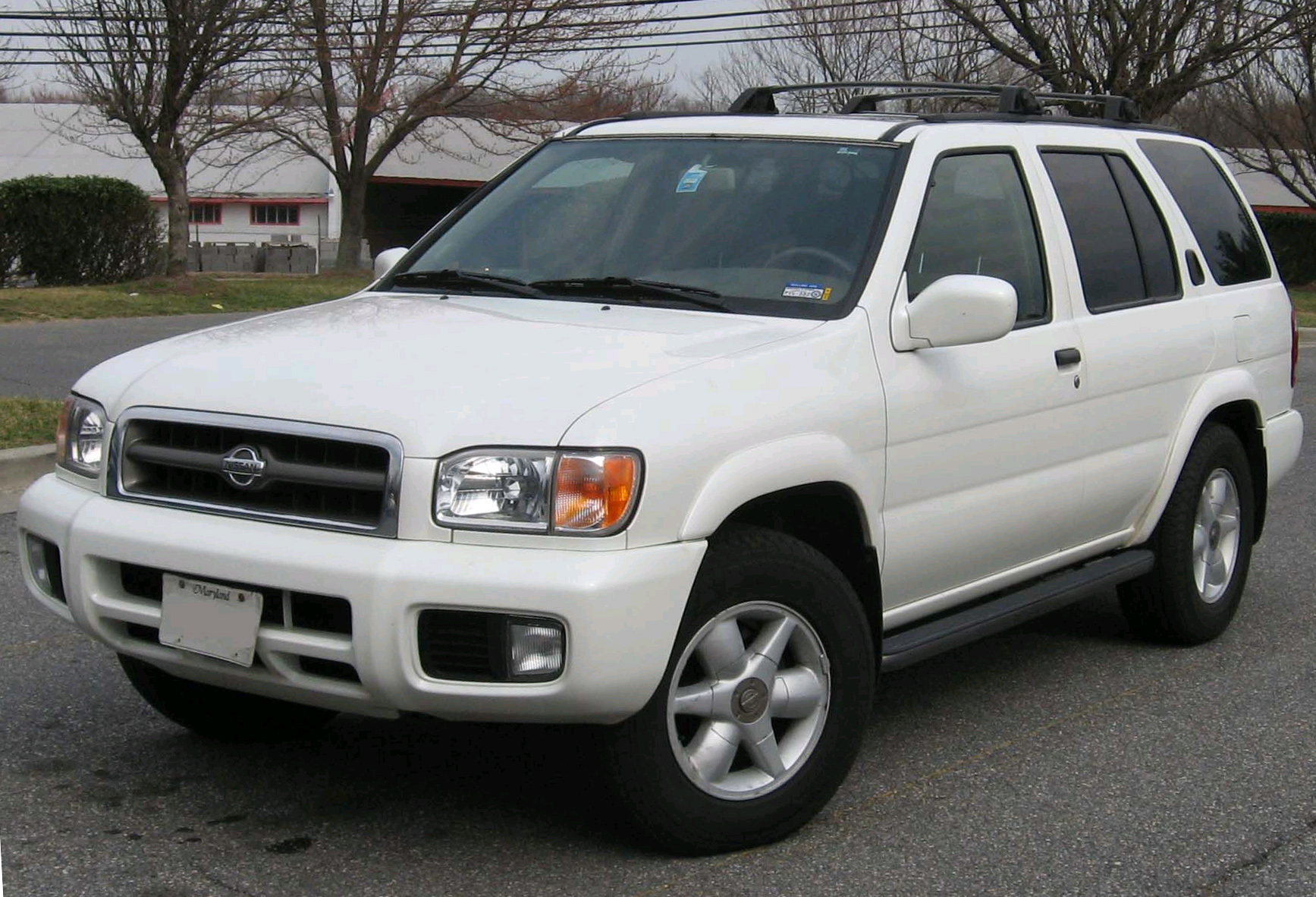
Nissan Pathfinder (2000–2004)

Den Pathfinder R50 führte Nissan Ende 1995 in Japan auf dem Markt ein, wiederum als Terrano R50 und Mitte 1996 als Pathfinder in Nordamerika. Er war zunächst nur mit 3,3-l-V6-Ottomotor, 110 kW (150 PS) und Viergang-Automatikgetriebe erhältlich. Ab 1998 wurde auch ein Fünfgang-Schaltgetriebe angeboten. Ab Herbst 1997 wurde der Pathfinder auch in Europa angeboten, parallel zur Einführung der Dieselmotoren.
Im Herbst 2000 gab es eine Modellpflege mit geänderter Front (Motorhaube, Scheinwerfer, Kühlergrill, Stoßfänger), neuen Heckleuchten sowie weißen Instrumenten und zusätzlichen Seitenairbags im Innenraum. Der V6-Ottomotor wurde auf 3,5 Liter Hubraum mit nunmehr 161 kW (220 PS) vergrößert. Dabei entfiel das optionale Schaltgetriebe.
2002 kam ein weiteres leichtes Facelift mit leicht verändertem Kühlergrill. Der Verkauf des baugleichen Modell Terrano in Japan wurde nun eingestellt zugunsten des Nissan X-Trail, der in Europa der eigentliche Nachfolger des Nissan Terrano II wurde.
In den USA wurde der Pathfinder Ende 2004 (in Europa im Frühjahr 2005) vom gleichnamigen Nachfolger abgelöst. Außerdem gab es dort das fast baugleiche Luxusmodell Infiniti QX4 (in Japan Nissan Terrano Regulus).

### Technische Daten
Der Pathfinder hatte anfangs Hinterradantrieb mit zuschaltbarem Frontantrieb. Ab Baujahr 2000 war der Allradantrieb permanent (bis 80 km/h) über eine elektrisch gesteuerte Lamellenkupplung zuschaltbar. Die Anhängelast liegt bei 2.300 kg.
Höchstgeschwindigkeiten
- 3,3 Liter Benziner: 170 km/h
- 3,3 Liter Automatik: 163 km/h
- 3,5 Liter Automatik: 176 km/h

Der Normverbrauch der ersten Baujahre lag relativ hoch bei 15,5 l Normalbenzin, der ab 2001 verwendete 3,5-Liter-Motor brauchte zwar 14,5 l, allerdings Superbenzin. Aus diesem Grund und da kein Dieselmotor verfügbar war, verkaufte er sich in Europa nicht gut.

## Pathfinder III (R51, 2004–2013)
Der Pathfinder R51 kam Ende 2004, inzwischen unter der Ägide von Renault, auf den Markt. Die Karosserie wurde neu gestaltet und auch die Technik hatte sich zum großen Teil geändert.
In den USA wurde das neue Modell mit dem V6-Ottomotor und 4,0 Liter Hubraum mit 198 kW (269 PS) auf den Markt gebracht. In Europa war zusätzlich ein Vierzylinder-Common-Rail-Dieselmotor mit 2,5 Liter Hubraum und 128 kW (174 PS) erhältlich. Für die Dieselfahrzeuge waren ein Sechsgang-Schaltgetriebe sowie ein Fünfgang-Automatikgetriebe erhältlich, für die Modelle mit Ottomotoren nur das Automatikgetriebe. Die Fahrzeuge der ersten Diesel-Generation gab es nicht mit Diesel-Partikelfilter.
Mit der ersten kleinen Modellpflege im Herbst 2007, bei der unter anderem die Seitenblinker vorn in die Außenspiegel verlegt wurden, hielt ein Diesel-Partikelfilter Einzug. Im Rahmen der Motorneuabstimmung wurde die Nennleistung auf 126 kW (171 PS) zurückgenommen. Nach der Überarbeitung wurde der Pathfinder in Deutschland nur noch mit Dieselmotor angeboten.
Das Fahrzeug hatte je nach Ausstattung einen variablen Innenraum mit bis zu sieben Sitzen (zwei Zusatzsitze waren im Heck ausklappbar). Der Pathfinder war in drei Modellvarianten erhältlich: Die kostengünstigeren Versionen „Comfort“ und „Elegance“ sowie die teuerste Version „Premium“, die serienmäßig unter anderem mit Lederausstattung, elektrisch zu öffnendem Glasschiebedach und Rückfahrkamera geliefert wurde. Ab Herbst 2007 hießen die vier Ausstattungslinien XE+, SE, LE und Platinum.
Im Jahre 2010 wurde der Pathfinder erneut geringfügig überarbeitet. Die Front wurde leicht verändert und die Leistung des 2,5-Liter-dci-Motors auf 140 kW (190 PS) angehoben. Zusätzlich wurde ab 2010 ein 3,0-Liter-V6-Dieselmotor mit 170 kW (231 PS) angeboten. Er war nur in Verbindung mit einem Siebenstufen-Automatikgetriebe und der höchsten Ausstattung erhältlich.
Ende 2013 wollte Nissan die Produktion des Pathfinder R51 einstellen. Einen direkten Nachfolger in Europa für den Pathfinder sollte es nicht geben. Stattdessen wurde der Nissan X-Trail mehr als bis dahin von einem Geländewagen hin zu einem SUV umgestaltet.

### Technische Daten
Der Pathfinder R51 hatte einen variablen Allradantrieb, Hinterrad- mit zuschaltbarem Frontantrieb und ESP, über einen Drehschalter sperrbar. Je nach Ausstattung lag das Leergewicht bei 2.207 bis 2.355 kg. Der Wendekreis war mit 12,4 m sehr groß. Die Anhängelast lag bei 3.500 kg.
Höchstgeschwindigkeiten:
- 4,0-Liter-Ottomotor mit 5-Stufen-Automatik: 190 km/h; Normverbrauch: 18,0 l
- 2,5-Liter-Dieselmotor mit 6-Gang-Schaltung: 175 km/h; Normverbrauch: 8,7 l
- 2,5-Liter-Dieselmotor mit 5-Stufen-Automatik: 174 km/h; Normverbrauch: 9,0 l
- 3,0-Liter-Dieselmotor mit 7-Stufen-Automatik: 201 km/h; Normverbrauch: 9,5 l

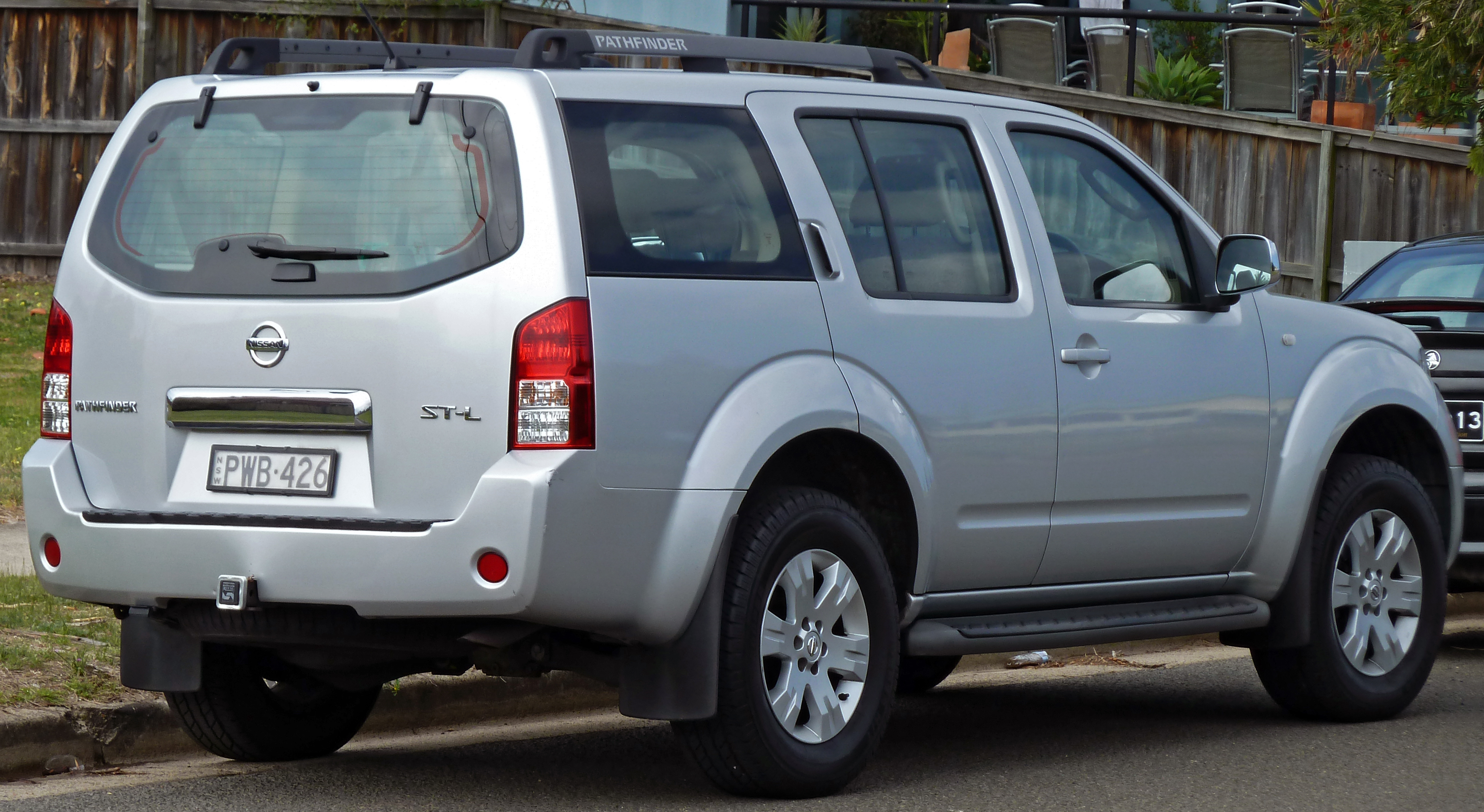
Heckansicht
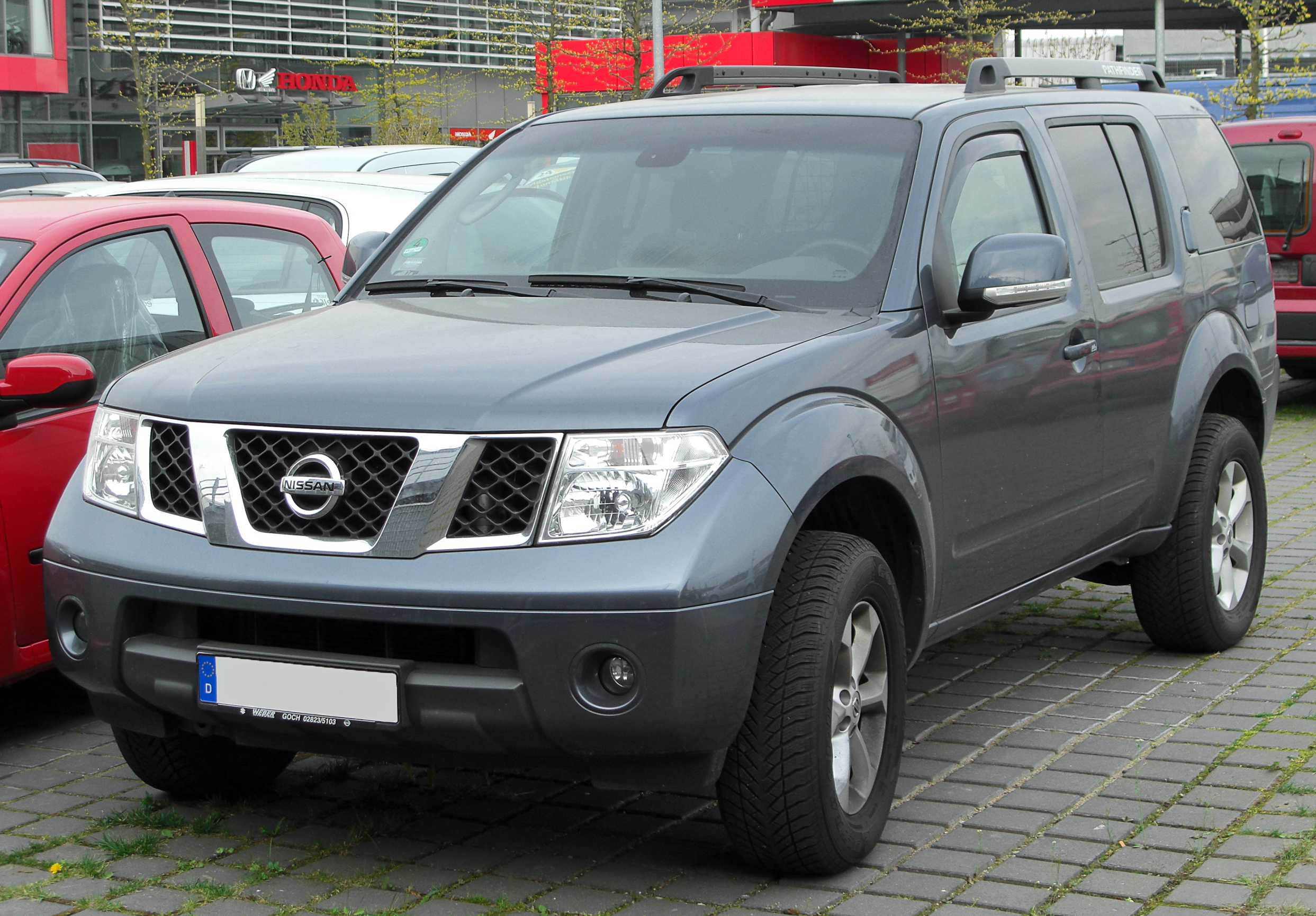
Nissan Pathfinder (2007–2013)

## Pathfinder IV (R52, 2013–2021)
Der Pathfinder R52 wurde 2012 auf der North American International Auto Show vorgestellt. Wie schon beim Vorgänger entwickelte sich auch hier das Design vom kantigen hin zu einem rundlicheren SUV-Styling. Der Pathfinder R52 basiert auf der Nissan D-Plattform wie der Infiniti JX, Nissan Altima, Nissan Maxima, Nissan Murano und Nissan Quest. Gebaut wurde der Pathfinder R52 im Nissan-Werk in Smyrna im US-Bundesstaat Tennessee und bis 2017 auch in Sankt Petersburg.
Ab Spätsommer 2013 war das neue Modell in Nordamerika erhältlich, zunächst aber nur mit dem Nissan-VQ35DE-3,5-Liter-V6-Ottomotor mit 260 PS (194 kW). Der Pathfinder ist nun deutlich leichter als die vorherige Generation. Nunmehr gibt es auch keine hinteren Türgriffe auf der C-Säule, der vorherigen drei Generationen aus Sicherheitsgründen.
Ab Herbst 2013 war ein Pathfinder-Hybridantrieb-Modell verfügbar. Der Pathfinder Hybrid hat einen 2,5 Liter großen Vierzylinder-Ottomotor mit Turbolader und einen 15-kW-Elektromotor. Das Hybrid-System hat eine Doppelkupplung um die Leistung des Elektro- und Benzinmotors gemeinsam übertragen zu können und dabei eine ähnliche Leistung wie der Pathfinder mit 3,5-Liter-V6-Ottomotor zu erreichen. Der Hybridantrieb erreicht 254 PS (187 kW) und 243 Nm Drehmoment. Gespeichert wird die Energie des Elektromotors in einem Lithium-Ionen-Akkumulator, der unter der 3. Sitzreihe ohne Nachteile für Ladungs- oder Passagierraum eingebaut ist. Bei beiden Motorvarianten überträgt ein Stufenloses Getriebe die Leistung. Der Pathfinder R52 wurde nur in Nordamerika, Russland, Australien und Neuseeland angeboten.

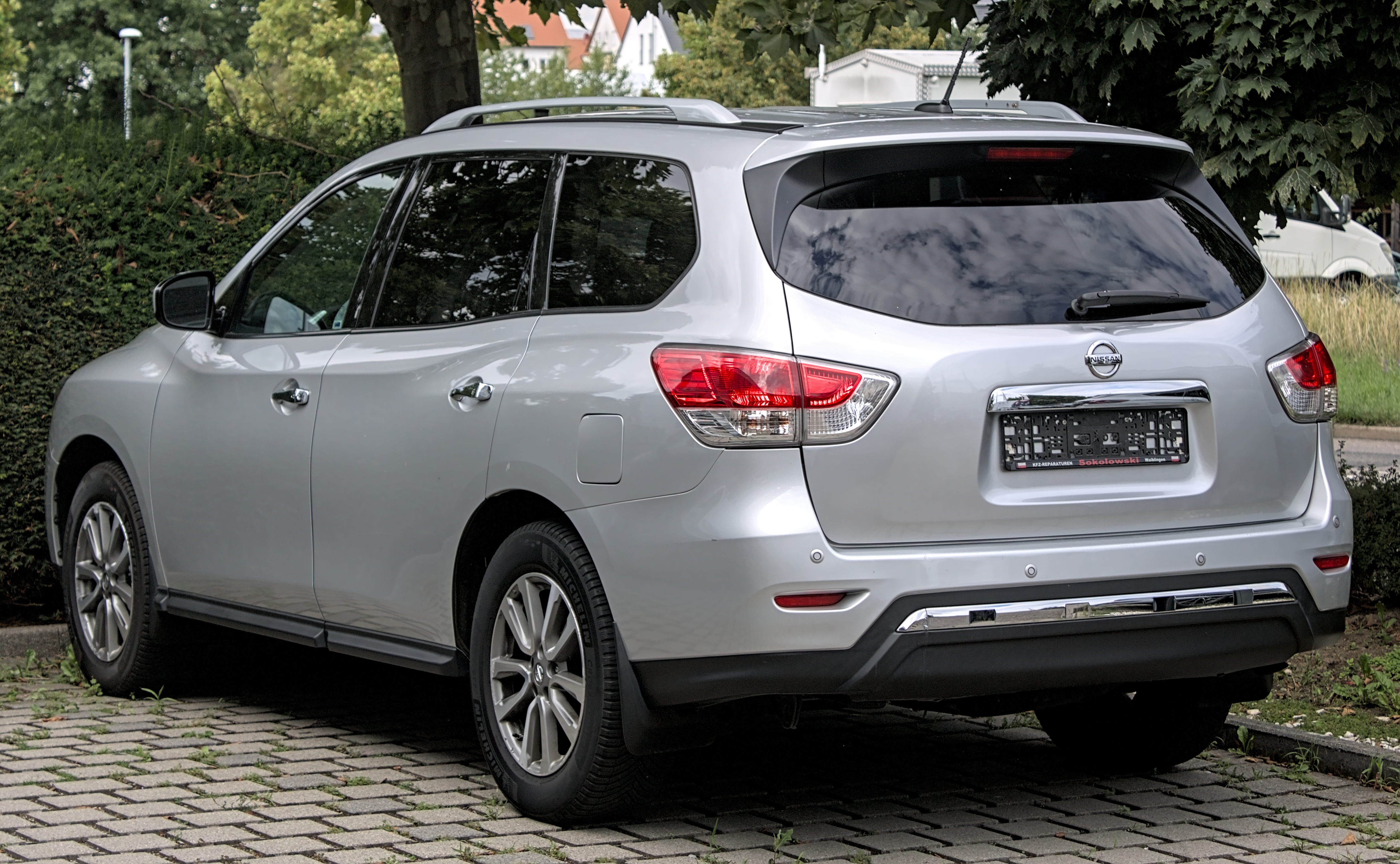
Heckansicht
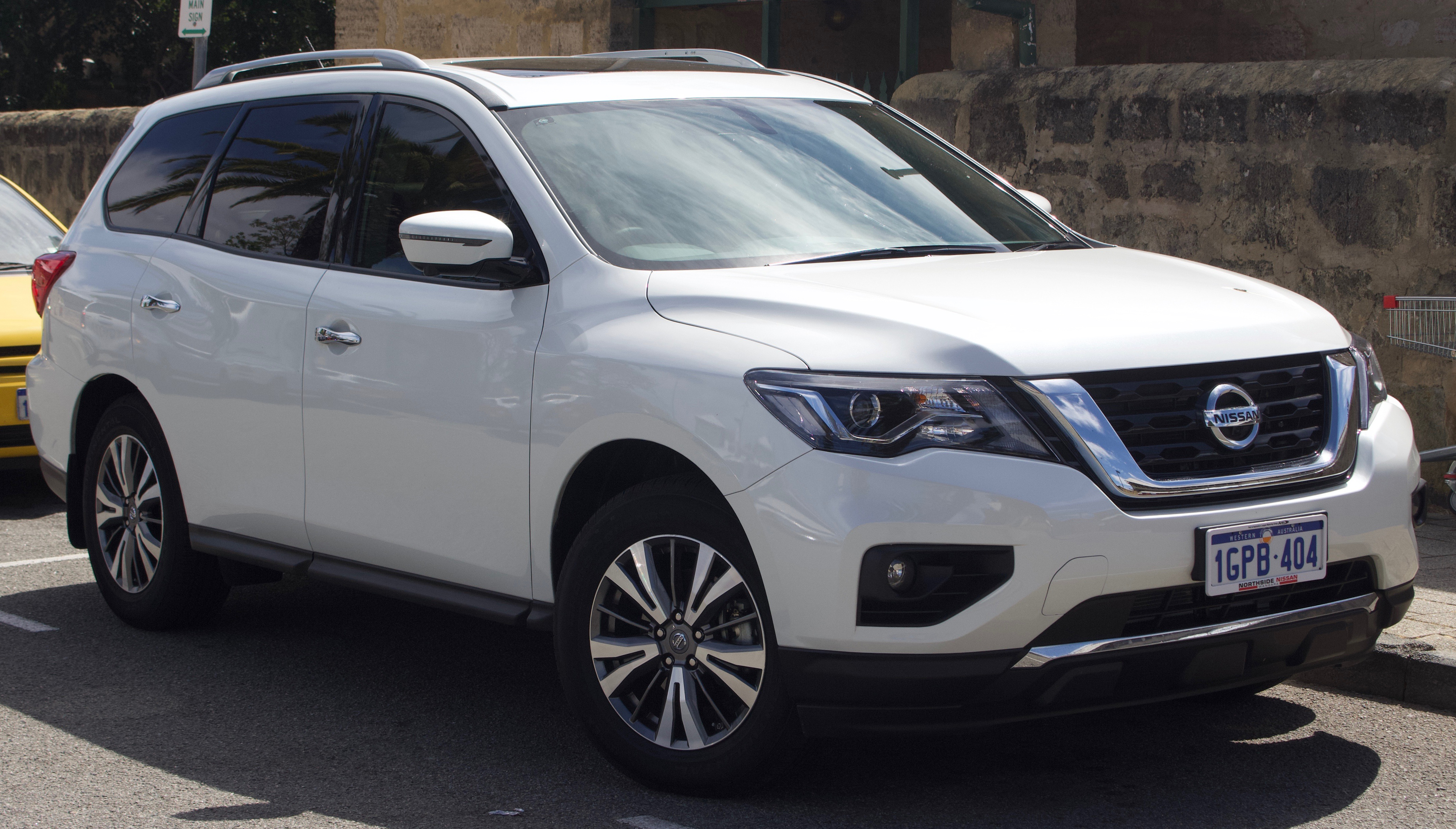
Nissan Pathfinder (2016–2021)
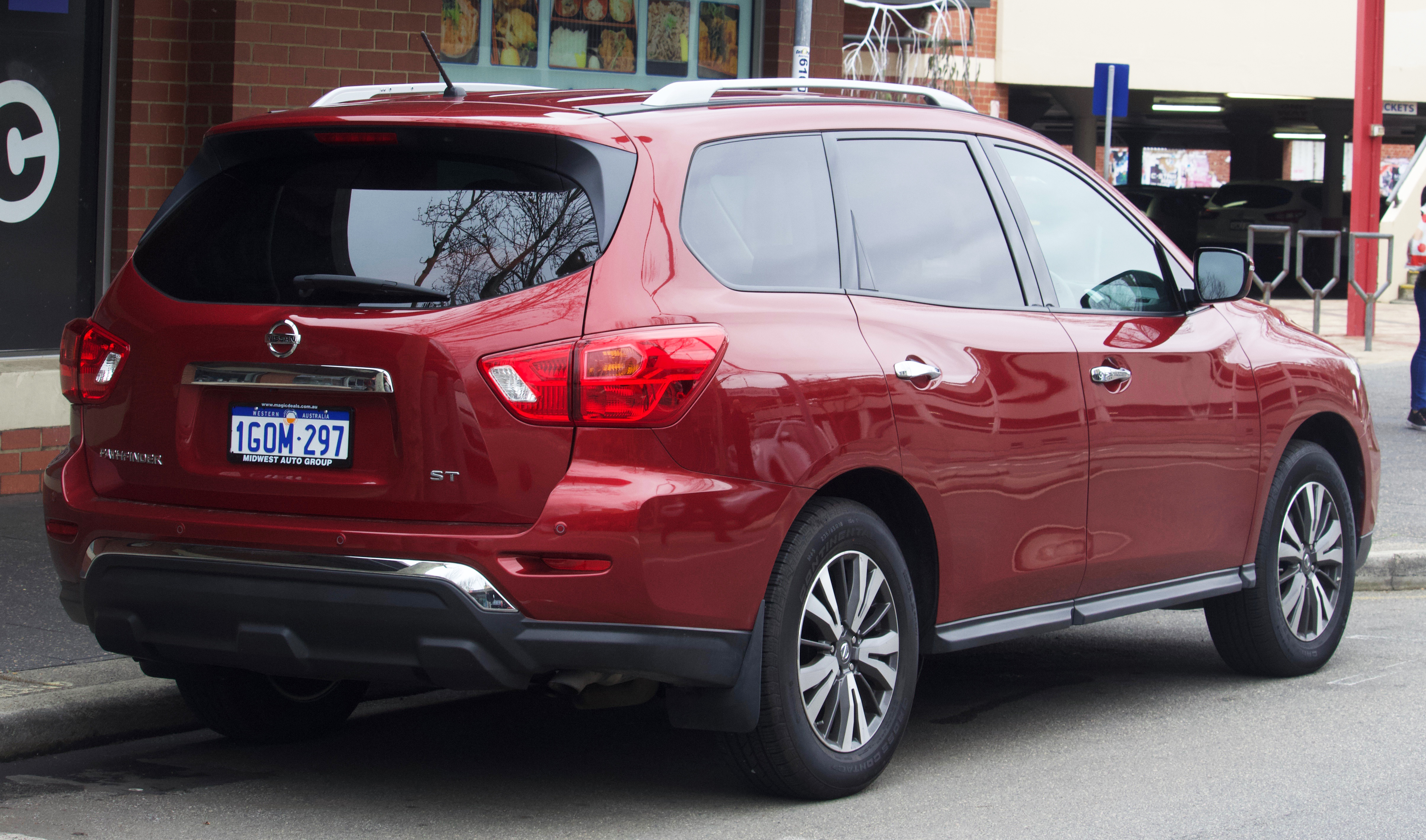
Heckansicht

### Technische Daten
|                                             | 2.5 HEV                                | 3.5 V6                 | 3.5 V6                 |
| Bauzeitraum                                 | 2013–2021                              | 2012–2016              | 2016–2021              |
| Motorkenndaten                              |                                        |                        |                        |
| Motortyp                                    | R4-Ottomotor + Elektromotor            | V6-Ottomotor           | V6-Ottomotor           |
| Hubraum                                     | 2488 cm³                               | 3498 cm³               | 3498 cm³               |
| max. Leistung bei min−1                     | 172 kW (234 PS) / 5600 + 15 kW (20 PS) | 183 kW (249 PS) / 6400 | 215 kW (292 PS) / 6400 |
| max. Systemleistung                         | 187 kW (254 PS)                        | —                      | —                      |
| max. Drehmoment bei min−1                   | 330 Nm / 3600                          | 325 Nm / 4400          | 351 Nm / 4800          |
| max. Systemdrehmoment                       | 368 Nm                                 | —                      | —                      |
| Kraftübertragung                            |                                        |                        |                        |
| Antrieb, serienmäßig                        | Vorderradantrieb                       | Vorderradantrieb       | Vorderradantrieb       |
| Antrieb, serienmäßig                        | (Allradantrieb)                        | (Allradantrieb)        | (Allradantrieb)        |
| Getriebe, serienmäßig                       | Stufenloses Getriebe                   | Stufenloses Getriebe   | Stufenloses Getriebe   |
| Messwerte                                   |                                        |                        |                        |
| Höchstgeschwindigkeit                       | 190 km/h                               | 190 km/h               | k. A.                  |
| Beschleunigung, 0–100 km/h                  | 8,7 s                                  | 8,5 s                  | k. A.                  |
| Kraftstoffverbrauch auf 100 km (kombiniert) | 8,7 l Super                            | 10,4 l Super           | 10,2 l Super           |
| CO2-Emissionen (kombiniert)                 | 202 g/km                               | 248 g/km               | k. A.                  |
| Tankinhalt                                  | 74 l                                   | 74 l                   | 74 l                   |

## Pathfinder V (R53, seit 2021)
Die fünfte Generation des Pathfinder wurde in den USA Anfang Februar 2021 vorgestellt. Im Juni 2021 kam sie dort in den Handel. In Russland wurde die Baureihe nur kurzfristig vermarktet, da nach nicht einmal zwei Monaten als Sanktion auf den Überfall Russlands auf die Ukraine im Februar 2022 der Import aus den USA Anfang März 2022 gestoppt wurde. Im Oktober 2022 gab der Hersteller dann bekannt, sich vom russischen Markt zurückzuziehen. Im April 2023 wurde auf der Shanghai Auto Show der Pathfinder Concept vorgestellt. Er hat ein verändertes Design, das an den Geschmack der chinesischen Kundschaft angepasst wurde. Deren Serienversion debütierte im November 2023 auf der Guangzhou Auto Show und wird seit März 2024 verkauft. Die zweite Generation des Infiniti QX60 basiert erneut auf dem Pathfinder.

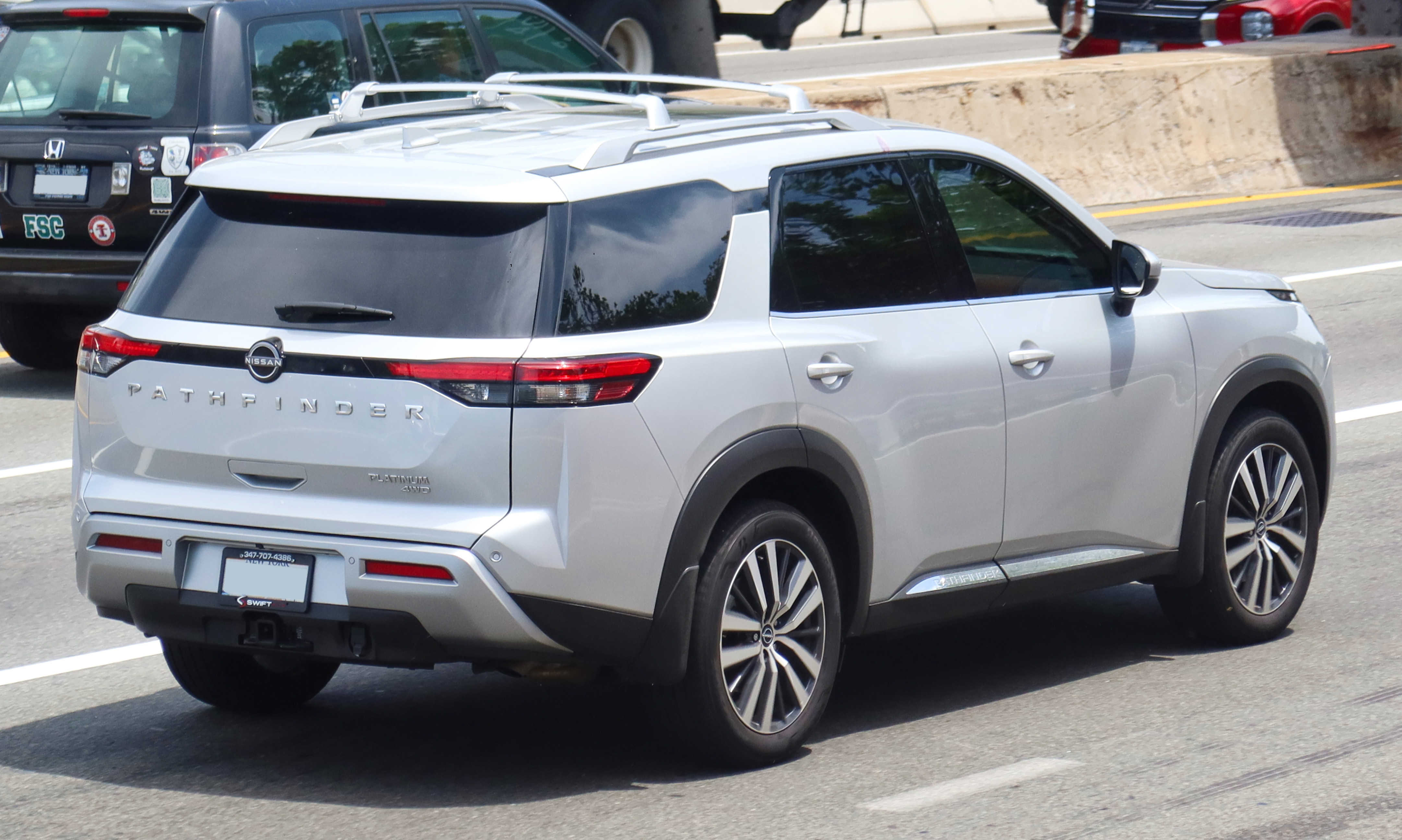
Heckansicht
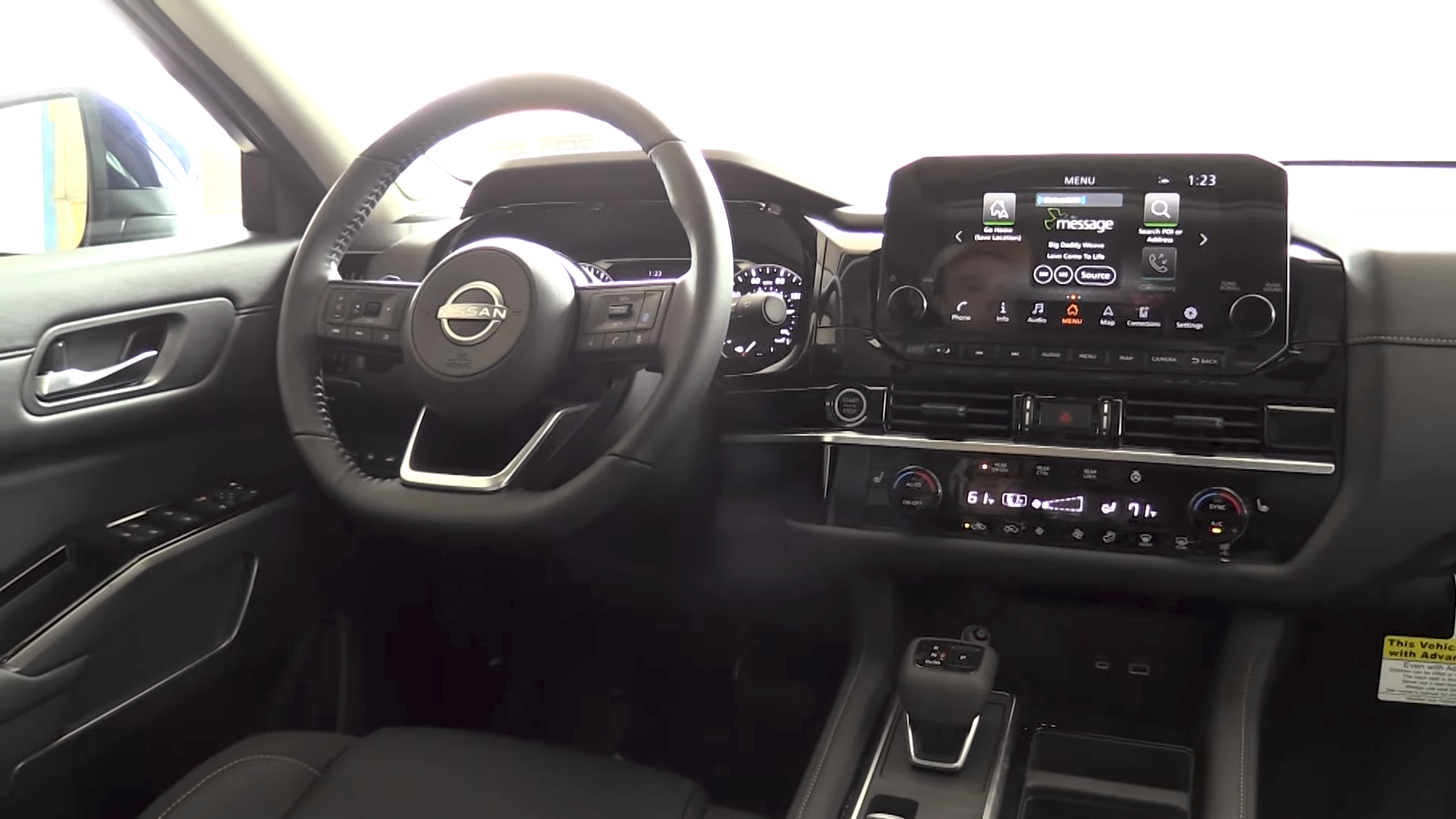
Innenansicht
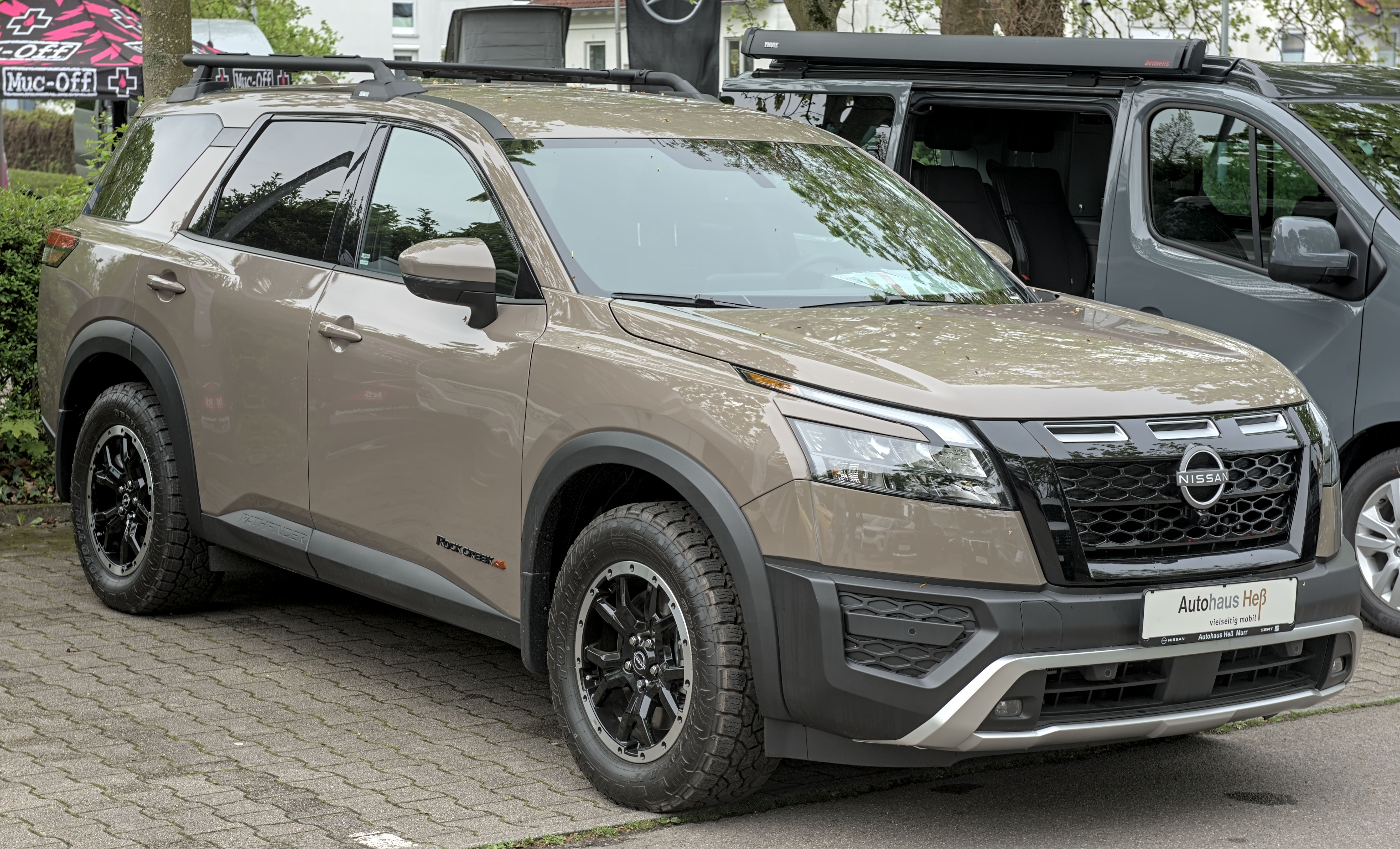
Nissan Pathfinder Rock Creek (seit 2022)
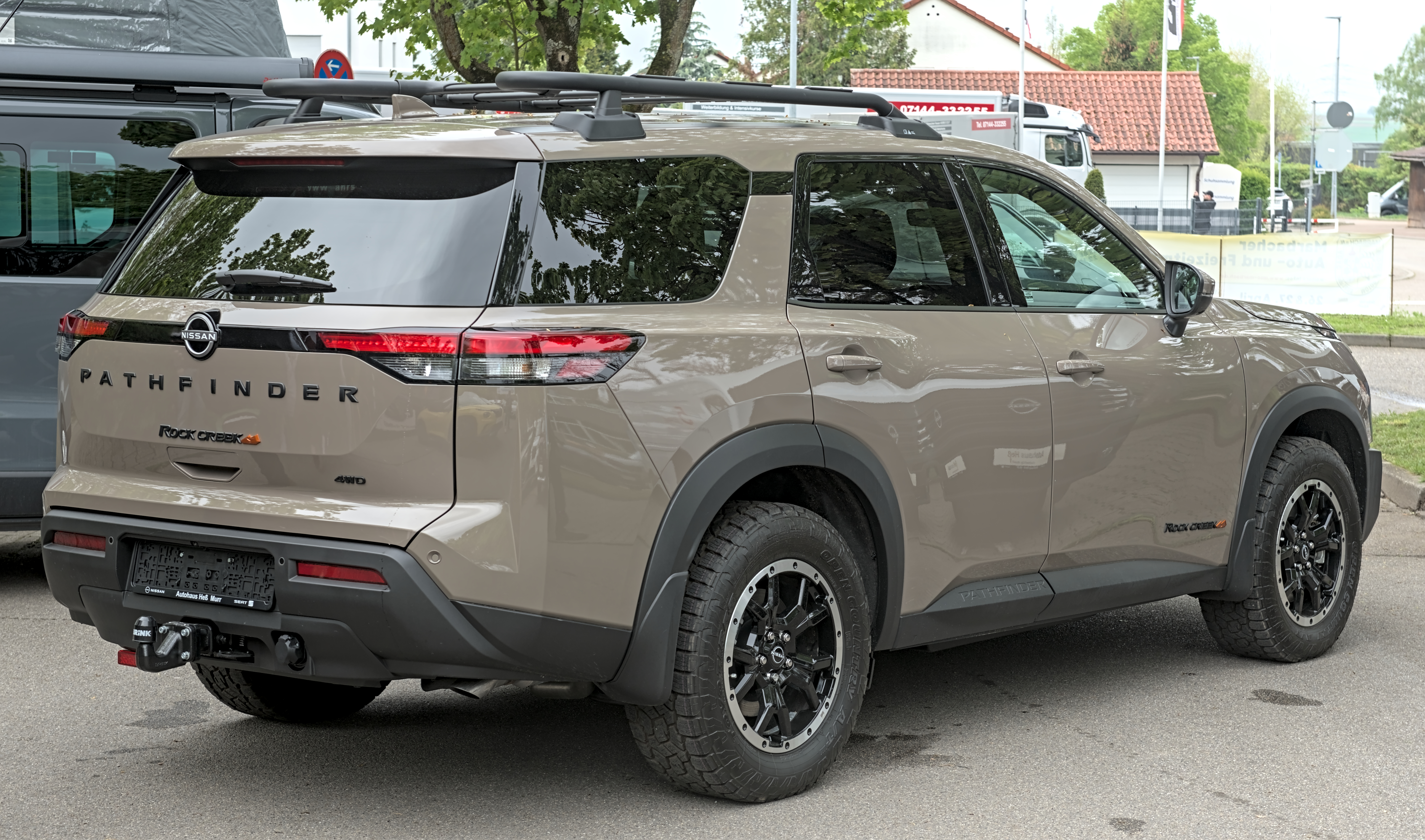
Heckansicht
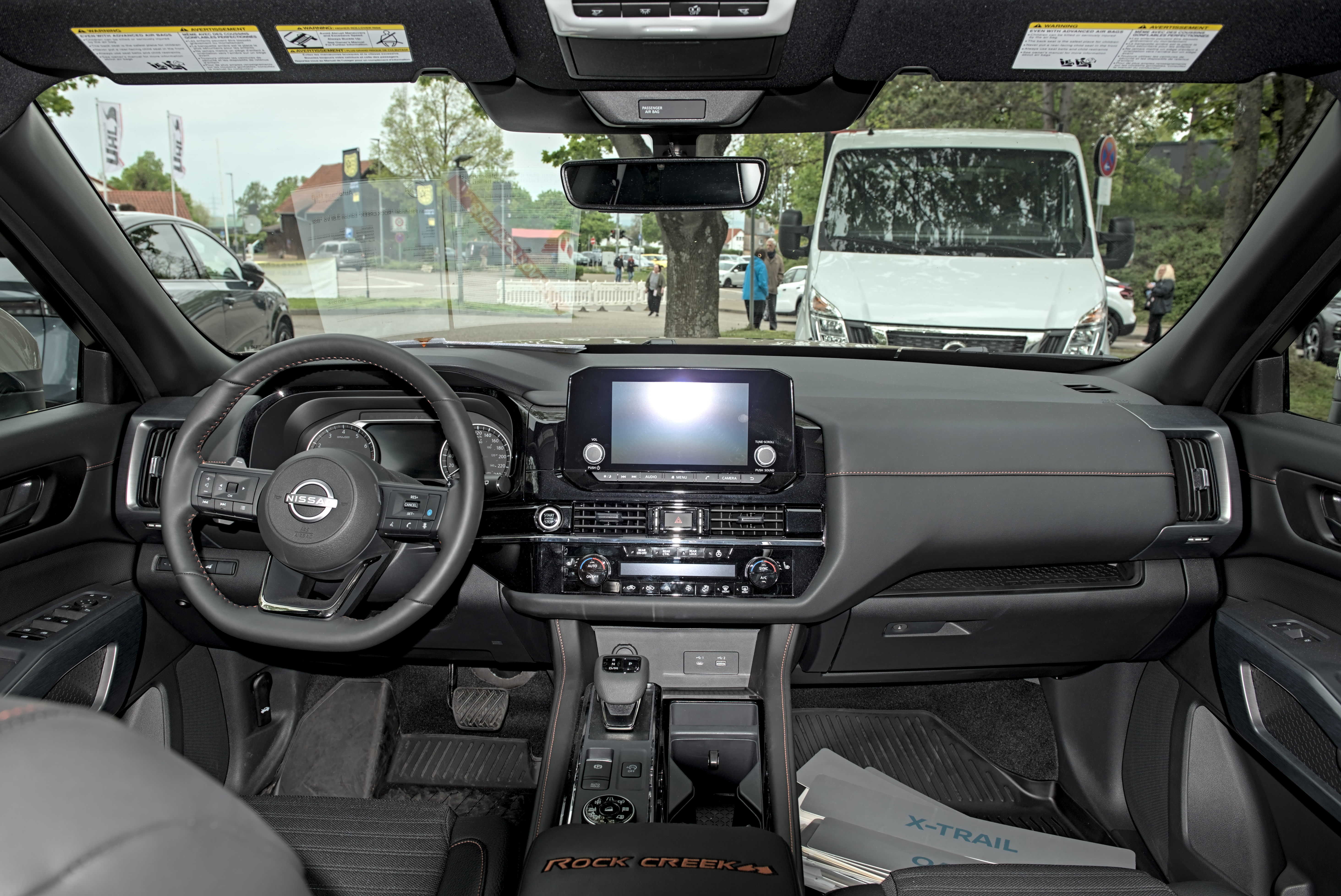
Innenansicht
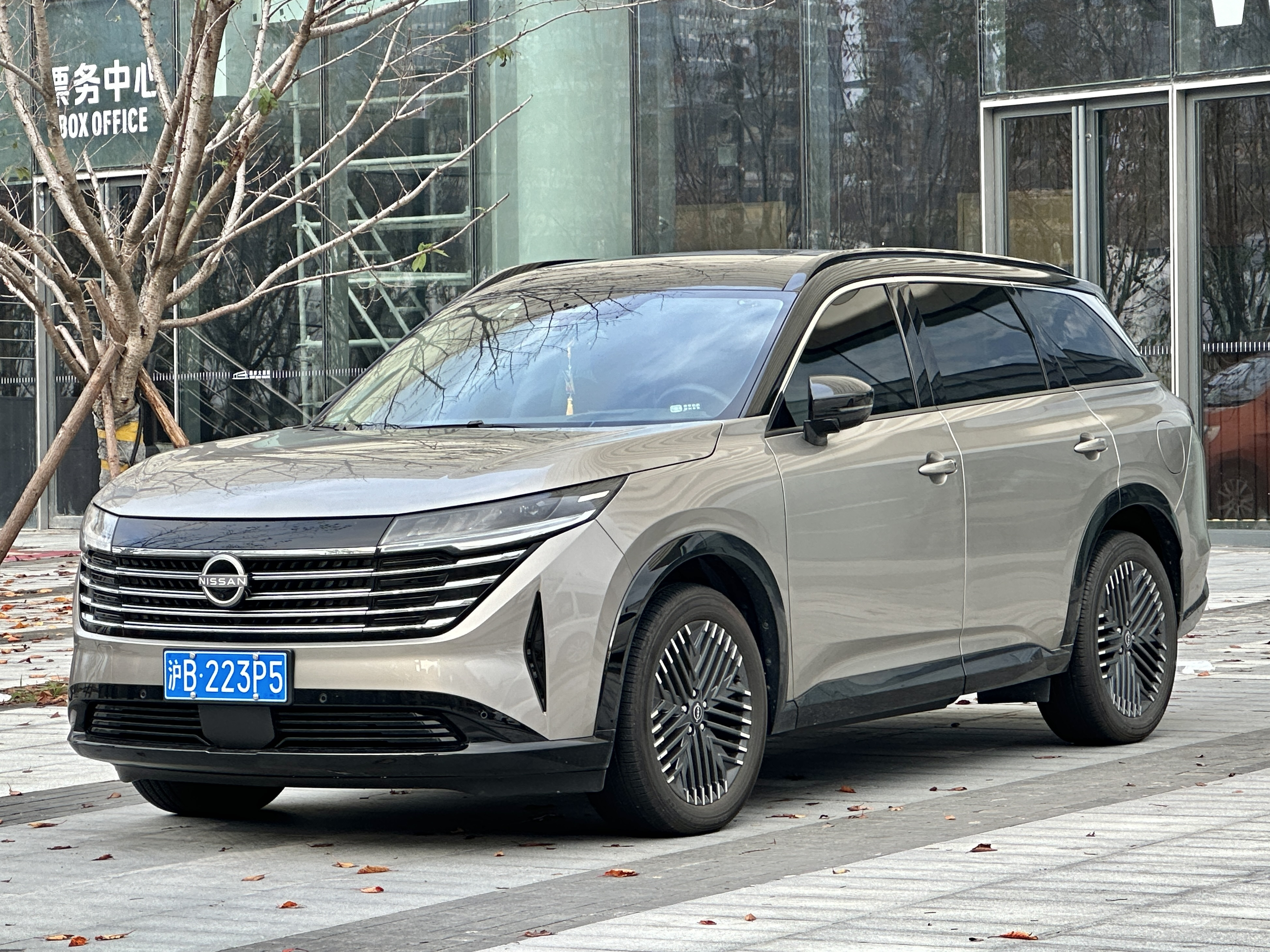
Nissan Pathfinder (China, seit 2024)
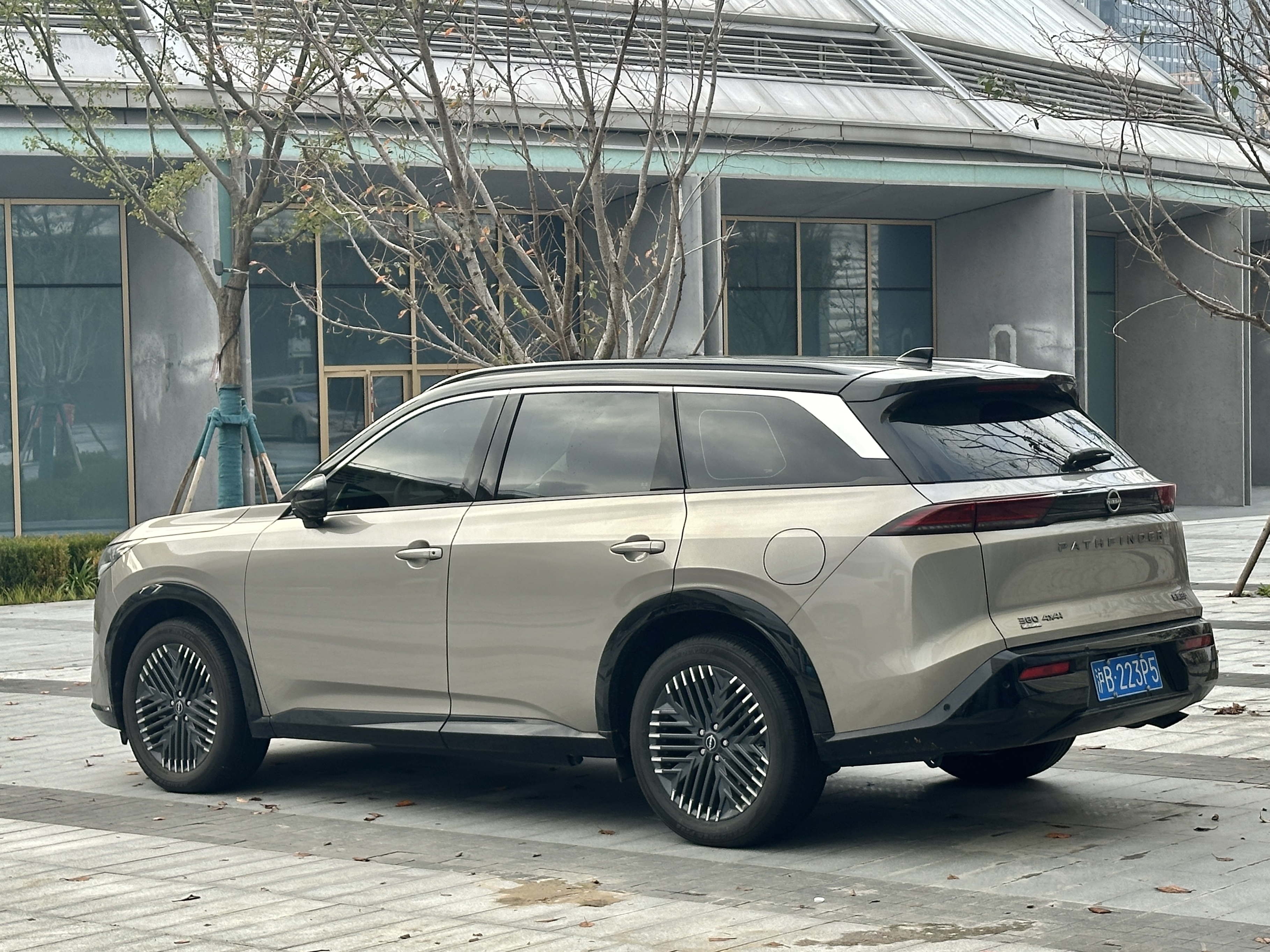
Heckansicht

### Technische Daten
Angetrieben wird der Pathfinder vom 3,5-Liter-V6-Ottomotor VQ35DD, der in Nordamerika mit 212 kW (288 PS) etwas stärker ist als in Russland. Während in Nordamerika Allradantrieb nur gegen Aufpreis erhältlich ist, wird er für Russland serienmäßig verbaut. Der geländetauglichere Rock Creek hat 220 kW (299 PS). In China gibt es einen 2,0-Liter-R4-Ottomotor mit 185 kW (252 PS) und variabler Verdichtung. Ihn gibt es mit Vorderrad- als auch mit Allradantrieb.
| Kenngrößen                                  | 2.0T VC-Turbo                | 3.5 V6                       | 3.5 V6                       | 3.5 V6                       |
| Markt                                       | China                        | Russland                     | Nordamerika                  | Nordamerika                  |
| Bauzeitraum                                 | seit 03/2024                 | 01/2022–03/2022              | seit 06/2021                 | seit 09/2022                 |
| Motorkenndaten                              |                              |                              |                              |                              |
| Motortyp                                    | R4-Ottomotor                 | V6-Ottomotor                 | V6-Ottomotor                 | V6-Ottomotor                 |
| Hubraum                                     | 1970–1997 cm³                | 3498 cm³                     | 3498 cm³                     | 3498 cm³                     |
| max. Leistung                               | 185 kW (252 PS) bei 5600/min | 202 kW (275 PS) bei 6400/min | 212 kW (288 PS) bei 6400/min | 220 kW (299 PS) bei 6400/min |
| max. Drehmoment                             | 376 Nm bei 4400/min          | 340 Nm bei 4800/min          | 351 Nm bei 4800/min          | 366 Nm bei 4800/min          |
| Kraftübertragung                            |                              |                              |                              |                              |
| Antrieb, serienmäßig                        | Vorderradantrieb             | Allradantrieb                | Vorderradantrieb             | Allradantrieb                |
| Antrieb, optional                           | Allradantrieb                | —                            | Allradantrieb                | —                            |
| Getriebe, serienmäßig                       | 9-Gang-Automatikgetriebe     | 9-Gang-Automatikgetriebe     | 9-Gang-Automatikgetriebe     | 9-Gang-Automatikgetriebe     |
| Messwerte                                   |                              |                              |                              |                              |
| Höchstgeschwindigkeit                       | 190 km/h                     | 190 km/h                     | k. A.                        | k. A.                        |
| Beschleunigung, 0–100 km/h                  | 9,1 s                        | 8,1 s                        | k. A.                        | k. A.                        |
| Kraftstoffverbrauch auf 100 km (kombiniert) | 8,7–9,0 l Super              | 10,5 l Super                 | 10,2–10,7 l Super            | 11,2 l Super                 |
| Tankinhalt                                  | 70 l                         | 70 l                         | 70 l                         | 70 l                         |